# 46664
46664 är en serie konserter arrangerade under 2003 och 2005 av Nelson Mandela Foundation för att dra uppmärksamhet till den växande hiv/aids-pandemin. 

## Madrid, Spanien
Det första evenemanget 46664 som arrangerades i Europa ägde rum från 29 april 2005 till 1 maj 2005 i Madrid, Spanien. Konserterna med namnet "46664 Festival Madrid" fokuserade på spansktalande artister, som visas i följande lista:
| "Noche de Raices" ("Rötter natt", 29 april 2005) - Falete - Valderrama - Diana Navarro - José Mercé - Queco - La Tana - Diego El Cigala - Josemi Carmona - Pepe Habichuela - Pasión Vega - Alberto Cortez - Niña Pastori | "Noche de Pop" ("Popkväll", 30 april 2005) - Taxi - No se lo digas a Mamá - Beatriz Luengo - Fábula - Modestia Aparte - Sybel - La sonrisa de Julia - El sueño de Morfeo - El Canto del Loco - Jarabe de Palo - Mikel Erentxun - Nacho García Vega - Miguel Ríos - Los Anónimos - Danza Invisible - Presuntos Implicados - Loquillo y Trogloditas - Iguana Tango - Pereza - Javier Gurruchaga | "Noche de Solistas" ("Låtskrivarkväll", 1 maj 2005) - Elena Bujedo - Pedro Javier Hermosilla - Carmen Paris - Jorge Drexler - Carlos Núñez - Ismael Serrano - Manolo García - Sergio Dalma - Zucchero |